# Juan Barrera
Juan Ramón Barrera Pérez (Ocotal, Nueva Segovia, 2 de mayo de 1989) es un futbolista nicaragüense. Juega como volante y actualmente juega para el equipo Managua FC de la Primera División de Nicaragua.

## Trayectoria
Juan Barrera empezó jugando en equipos inferiores del Liga Deportiva Alajuelense, para 2008 debuta como jugador profesional en el CD Walter Ferretti, equipo con el que gana el Torneo Apertura en 2009. 
En 2010 se convirtió en internacional cuando Tauro F.C. de Panamá lo fichó llegando a jugar por 2 temporadas y participando en los torneos LPF Apertura 2010 y LPF Clausura 2011 (donde anotó dos goles) y la Liga de Campeones de la Concacaf. 
Barrera es conocido por anotar un hat-trick en menos de 5 minutos con la Selección de fútbol de Nicaragua en el repechaje de Clasificación de la Copa Oro 2017.
Al final de la temporada, Barrera decide irse a su país tras una oferta del Real Estelí y problemas de salud de su hijo. Al consolidarse con este club, jugó de titular la Liga de Campeones de la Concacaf y la Primera División de Nicaragua en 2012.
Para inicios de 2013 se anunció la contratación de Barrera como jugador del equipo venezolano Deportivo Petare F. C., convirtiéndose en el primer futbolista nicaragüense en jugar en Venezuela profesionalmente y el segundo nicaragüense en jugar en una liga de Suramérica después del portero Roger Mayorga. Barrera tuvo una actuación discreta en donde marcó un gol ante Deportivo Táchira.
Por motivos de salud, Barrera tuvo que retirarse de las convocatorias del Deportivo Petare y en mayo finalizó su contrato con el club. En junio de 2013 regresó al Real Estelí.
En 2015 Barrera es fichado por el equipo SC Rheindorf Altach de Austria siendo así, el primer jugador nicaragüense en emigrar a una liga europea desde un club de la liga de fútbol local. regresa al fútbol centroamericano en el 2016.
En 2024 ficha por el Managua F.C. dónde está actualmente 

## Selección nacional
Juan El Iluminado Barrera debutó con la Selección de Nicaragua en 2008 y formó parte de la selección que tuvo una participación histórica en la Copa UNCAF 2009 disputada en Honduras, donde Nicaragua clasificó para la Copa de Oro 2009. Barrera marcó un gol en jugada individual ante Belice. 
En 2017 Fue pieza fundamental para la clasificación de Nicaragua en el repechaje a la Copa Oro de ese año, al anotar los tres goles con los que los pinoleros derrotaron a su similar de Haití en el Estadio Nacional, remontando así el 3-1 de la ida y obtener con global de 4-3 el cupo a la máxima competencia de la región.

### Goles internacionales
Resumen de Goles con la Selección de Nicaragua
- Clasificación para la Copa Mundial de Fútbol 5 goles

- Amistosos 3 goles

- Copa de Oro 0 goles

- Copa Centroamericana 2 goles

- Repechaje a la Copa de Oro 2017 3 goles

- Liga de Naciones Concacaf 8 goles

- Goles Totales: 21 goles

### Participaciones internacionales
Participaciones en Copa UNCAF y Centroamericana
| Copa UNCAF / Centroamericana | Sede           | Resultado    |
| ---------------------------- | -------------- | ------------ |
| Copa UNCAF 2009              | Honduras       | Quinto lugar |
| Copa Centroamericana 2011    | Panamá         | Sexto lugar  |
| Copa Centroamericana 2013    | Costa Rica     | Sexto lugar  |
| Copa Centroamericana 2014    | Estados Unidos | Sexto lugar  |
| Copa Centroamericana 2017    | Panamá         | Quinto lugar |

Participaciones en Copa de Oro
| Copa de Oro      | Sede                              | Resultado    |
| ---------------- | --------------------------------- | ------------ |
| Copa de Oro 2009 | Estados Unidos                    | Primera fase |
| Copa de Oro 2017 | Estados Unidos                    | Primera fase |
| Copa de Oro 2019 | Estados Unidos Costa Rica Jamaica | Primera fase |

## Clubes
| Club                  | País      | Año         |
| --------------------- | --------- | ----------- |
| Walter Ferretti       | Nicaragua | 2008 - 2010 |
| Tauro F.C.            | Panamá    | 2011        |
| Real Estelí F.C.      | Nicaragua | 2012        |
| Deportivo Petare F.C. | Venezuela | 2013        |
| Real Estelí F.C.      | Nicaragua | 2013 - 2015 |
| SC Rheindorf Altach   | Austria   | 2015        |
| Comunicaciones        | Guatemala | 2016 - 2017 |
| Metropolitanos F.C.   | Venezuela | 2018        |
| Boyacá Chicó          | Colombia  | 2018        |
| CSD Municipal         | Guatemala | 2019        |
| Real Estelí F.C       | Nicaragua | 2019 - 2021 |
| C.S.D. Xelajú M.C.    | Guatemala | 2021 - 2022 |
| C.D. Guastatoya       | Guatemala | 2022        |
| Real Estelí F.C       | Nicaragua | 2023        |
| Managua F.C           | Nicaragua | 2024        |

## Palmarés

### Títulos nacionales
| Título                        | Club                           | País      | Año     |
| ----------------------------- | ------------------------------ | --------- | ------- |
| Primera División de Nicaragua | Club Deportivo Walter Ferretti | Nicaragua | 2009-10 |
| Primera División de Nicaragua | Club Deportivo Walter Ferretti | Nicaragua | 2010-11 |
| Primera División de Nicaragua | Real Estelí Fútbol Club        | Nicaragua | 2011-12 |
| Primera División de Nicaragua | Real Estelí Fútbol Club        | Nicaragua | 2013-14 |
| Primera División de Nicaragua | Real Estelí Fútbol Club        | Nicaragua | 2019    |
| Primera División de Nicaragua | Real Estelí Fútbol Club        | Nicaragua | 2020    |
| Primera División de Nicaragua | Real Estelí Fútbol Club        | Nicaragua | 2020    |
| Copa Primera                  | Real Estelí Fútbol Club        | Nicaragua | 2023    |
| Primera División de Nicaragua | Real Estelí Fútbol Club        | Nicaragua | 2023    |
| Primera División de Nicaragua | Managua Fútbol Club            | Nicaragua | 2025    |

### Distinciones individuales
| Distinción                                              | Año  |
| ------------------------------------------------------- | ---- |
| Goleador de la Primera División de Nicaragua (13 goles) | 2020 |